# كازويا كواباتا
كازويا كواباتا (باليابانية: 河端 和哉) (22 أكتوبر 1981 في توماكوماي في اليابان – )؛ هو لاعب كرة قدم ياباني سابق كان يلعب كمدافع.

## وصلات خارجية
- كازويا كواباتا على موقع رابطة كرة القدم اليابانية للمحترفين (اليابانية)
- كازويا كواباتا على موقع قاعدة بيانات كرة القدم.إي يو (الإنجليزية)
- كازويا كواباتا على موقع Soccerway.com (الإنجليزية)
- كازويا كواباتا على موقع عالم كرة القدم.نت (الإنجليزية)